# جاذبه‌های گردشگری استان تهران
این فهرست، فهرستی از جاذبه‌های گردشگری "استان" تهران است. همچنین برای جزئیات کامل گردشگری در "شهر" تهران، گردشگری در تهران را ببینید.

## جاذبه‌های فرهنگی

### جاذبه‌های تاریخی
| - کاخ‌ها و عمارت‌ها - کاخ سلطنت آباد - عمارت عثمانی و پل رومی - عمارت دارالفنون - عمارت مدرسه مروی (فخریه) - کاخ بهارستان (مجلس شورای ملی) - حوض خانه باغ قدیم نگارستان - عمارت باغ فردوس - کاخ گلستان - عمارت شمس‌العماره - کاخ سرخه حصار (یاقوت) - کاخ و پادگان عشرت آباد - کاخ صاحب قرانیه - کاخ مرمر - قلعه‌ها و برج‌ها - برج میلاد - قلعه ایرج - قلعه طبرک - باروی ری - برج نقاره‌خانه - بقایای مرکز شهر سلجوقیان - برج طغرل - زندان هارون - قلعه گبری - برج علاءالدین - دژ رشکان - تپه میل | - فهرست بازارها - بازار تهران - بازار بین الحرمین - بازار تجریش - بازار امیر - بازار ری - میدان‌های قدیمی - میدان بهارستان - میدان حسن‌آباد - میدان اسب دوانی - میدان ارگ - میدان محمدیه (اعدام) - میدان امام خمینی - سبزه میدان - میدان آزادی - دیگر اماکن تاریخی - چشمه علی | - فهرست موزه‌ها - موزه ایران باستان - موزه ماشین‌های اداری سفیر - موزه پروفسور حسابی - موزه جواهرات ملی - تماشاگه پول - تماشاگه تاریخ - تماشاگه زمان - موزه صنعتی (تهران) - موزه مجلس شورای اسلامی - موزه علوم - موزه ملی ملک - موزه هنرهای معاصر - موزه استاد صبا - موزه علوم و فناوری - موزه هنرهای ملی - موزه رضا عباسی - موزه هنرهای تزئینی (تهران) - موزه فرش ایران - کاخ موزه سعدآباد - موزه سبز (کاخ شهوند) - موزه رجعت و عبرت (کاخ مادر شاه) - موزه مردم شناسی - موزه ملت - موزه تاریخ طبیعی دارآباد - موزه صنعت برق ایران - موزه هنرهای زیبا - موزه نظامی (تهران) - موزه آزادی - مجموعه هرباریوم - موزه شهاب سنگ و رصدخانه خورشیدی |  |

### جاذبه‌های مذهبی
- - حرم شاه عبدالعظیم
  - آرامگاه سید روح‌الله خمینی
  - امامزاده جعفر بن موسی الکاظم
  - امامزاده صالح بن موسی الکاظم
  - امامزاده داوود
  - آرامگاه بی‌بی‌شهربانو
  - آرامگاه سید فتح‌الله
  - گورستان ظهیرالدوله
  - مصلای امام خمینی تهران
  - مسجد شاه
  - حسینیه ارشاد

## جاذبه‌های طبیعی
- - آبشار دوقلو
  - آبشار سنگان
  - آبشار و تنگه واشی
  - آبشار برگ جهان
  - آبشار شکرآب
  - پیست شمشک
  - پیست دیزین
  - پیست دربندسر
  - تله سیژ آبعلی
  - پیست توچال
  - تله کابین توچال
  - تپه سلام
  - دربند
  - درکه
  - دره کن-سولقان
  - دریاچه تار
  - دریاچه سد لتیان
  - دریاچه سد ماملو
  - غار بورنیک
  - غار رود افشان
  - فرحزاد

## باغ‌ها و بوستان‌ها
- باغ پرندگان تهران
- باغ ایرانی
- باغ نگارستان
- بوستان ملت
- بوستان جمشیدیه
- بوستان نهج البلاغه
- بوستان جوانمردان ایران
- بوستان ولایت
- پارک جنگلی پردیسان
- پارک جنگلی پیشوا
- پارک جنگلی توسکا
- پارک جنگلی چیتگر
- پارک جنگلی طالقانی
- پارک جنگلی کوهسار
- پارک جنگلی لویزان
- پارک جنگلی وردآورد
- پارک جنگلی یاس

## تم پارک ها و پارک های موضوعی
- هیومن پارک (پارک بدن انسان)
- رویا پارک (موزه خطای دید)
- دکترلند (بیمارستان تفریحی کودکان)
- موزه شهاب سنگ و رصدخانه خورشیدی